# Mark Phillips (politician guyanez)
Mark Anthony Phillips (n. 5 octombrie 1961, Georgetown, Guyana) este un politician guyanez și ofițer militar în retragere, care este prim-ministru al Guyanei și prim-vicepreședinte sub președintele Irfaan Ali din august 2020. A fost șef al Statului Major al Forței de Apărare a Guyanei între 2013 și 2016.
Phillips este absolvent al Academiei Militare Regale Sandhurst (septembrie 1981). Deține o diplomă de licență în științe sociale în management public de la Universitatea Guyanei și un master în științe în Managementul Sectorului Public de la Pontificia Universidad Católica Madre y Maestra. A studiat, de asemenea, la Colegiul Interamerican de Apărare din Washington D.C. și la United States Army Command and General Staff College (CGSC) din Fort Leavenworth, Kansas.

## Biografie

### Copilărie
Mark Phillips s-a născut la 5 octombrie 1962 în Georgetown, Guyana, la Spitalul Public Georgetown, fiind fiul lui Medford Phillips și al Cynthiei Alexander. La vârsta de 5 ani, părinții săi s-au mutat în Christianburg, Linden, unde tatăl său lucra ca zidar în industria bauxitei, la acea vreme în cadrul DEMBA. Mama sa a murit când el avea 7 ani, iar, alături de unul dintre frații săi, a fost crescut doar de tatăl lor.

### Educație
Phillips a urmat cursurile Școlii Primare Christianburg, apoi ale Școlii Secundare Christianburg/Wismar, cunoscută și sub numele de Școala Multilaterală, unde a promovat examenul General Certificate Examination (GCE) și certificatul Caribbean Secondary Education Certificate (CSEC). A fost angajat pentru prima dată ca profesor interimar la Linden Foundation School, apoi, în 1980, a lucrat ca analist de laborator la Laboratoarele de bauxită și alumină ale GUYMINE.

## Carieră militară
În decembrie 1980, Mark Phillips s-a înrolat în Forțele de Apărare ale Guyanei ca elev ofițer și a călătorit în Regatul Unit pentru a urma cursul standard pentru ofițeri, seria 26, la prestigioasa Academie Militară Regală Sandhurst. A fost instruit în Brazilia și a servit ca ofițer în trupele speciale, fiind un parașutist și maestru de salt cu parașuta cu experiență. Ulterior, a ocupat funcții la nivel tactic și operațional în cadrul Forțelor de Apărare ale Guyanei, retrăgându-se din activitate în octombrie 2016 cu gradul de general de brigadă și funcția de șef al Statului Major, după o carieră de peste 36 de ani. A fost decorat cu Steaua pentru Serviciu Militar (Military Service Star – MSS), cea mai înaltă distincție militară a Guyanei.
În timpul activității sale în cadrul Forțelor de Apărare ale Guyanei, generalul de brigadă Phillips a obținut titlul de master în management public la La Pontificia Universidad Católica Madre y Maestra din Republica Dominicană și, prin urmare, vorbește fluent limba spaniolă. Deține două diplome postuniversitare: una în studii avansate de apărare și securitate, de la Inter-American Defense College din Washington D.C., și alta în studii de apărare, de la United States Army Command and General Staff College (CGSC) din Fort Leavenworth, Kansas. A obținut și diploma de licență în științe sociale, specializarea management public, la Universitatea Guyanei, precum și numeroase alte calificări și certificate.

### Șef al Statului Major al Apărării (2013–2018)
Generalul de brigadă Phillips a deținut comenzi la toate nivelurile în cadrul Forțelor de Apărare ale Guyanei. Înainte de a fi numit Inspector General în 2011, a servit ca Colonel responsabil cu administrarea și cazarea, precum și ca Colonel al Statului Major General. A fost, de asemenea, șeful delegației Guyanei la Consiliul Interamerican de Apărare între 2008 și 2009 și atașat militar nerezident al Guyanei în Venezuela. A fost avansat la gradul de general de brigadă în 2013 de către președintele Donald Ramotar⁠(d), înainte de a prelua comanda forțelor de apărare. A fost numit șef al Statului Major al Forțelor de Apărare ale Guyanei în septembrie 2013 și a deținut această funcție până la retragerea sa din octombrie 2018.
Imediat după retragerea sa din octombrie 2018, generalul de brigadă Phillips a fost inclus în International Hall of Fame al CGSC din Kansas, SUA. Această onoare este acordată absolvenților care au atins cea mai înaltă funcție militară în țara lor.

## Carieră politică
Generalul de brigadă Mark Phillips a fost ales drept partener de candidatură al candidatului prezidențial al Partidului Progresist al Poporului/Civic, dr. Irfaan Ali, la alegerile din 2020.
După cinci luni de blocaj politic, Partidul Progresist al Poporului/Civic a fost declarat câștigător al alegerilor generale și regionale din Guyana din 2020. La 2 august 2020, dr. Irfaan Ali a fost învestit ca președinte al Republicii Cooperatiste Guyana. În primul său act oficial ca președinte, dr. Ali l-a numit pe generalul de brigadă Mark Phillips în funcția de prim-ministru al Guyanei, în aceeași zi. În calitate de prim-ministru, generalul de brigadă Mark Anthony Phillips este succesorul constituțional al președintelui Guyanei în caz de vacanță a funcției. Generalul Phillips deține totodată și funcția de prim-vicepreședinte.

### Mandatul de prim-ministru (2020–prezent)
După numirea sa în funcția de prim-ministru, generalului Mark Phillips i s-a atribuit responsabilitatea pentru sectorul energetic, Comisia de Apărare Civilă (Civil Defence Commission – CDC) și sectorul informării. Generalul Phillips face parte și din Consiliul de Apărare al Guyanei.

## Viață personală
Generalul Mark Phillips are patru copii și este căsătorit cu Mignon Bowen-Phillips.